# Partit de l'Ascens del Poble
El Partit de l'Ascens del Poble (turc Halkın Yükselişi Partisi, HYP) és un partit polític de Turquia fundat per l'aleshores diputat d'Istanbul i teòleg Yaşar Nuri Öztürk el 16 de febrer de 2005, adoptant dels principis d'un Estat democràtic de dret.
En el seu manifest, el partit afirma que és un defensor de la democràcia social, buscant el benefici de Turquia i del poble turc sobre la base d'una plataforma democràtica participativa i pluralista.

## Resultats electorals
| Elecció | Vots    | %     | Diputats |
| ------- | ------- | ----- | -------- |
| 2007    | 174.872 | 0,50% | 0        |